# Hildebrandtia
Hildebrandtia és un gènere de granotes de la família Ranidae.

## Taxonomia
- Hildebrandtia macrotympanum (Boulenger, 1912).
- Hildebrandtia ornata (Peters, 1878).
- Hildebrandtia ornatissima (Bocage, 1879).